# Rocca Mandelli
Rocca Mandelli è un complesso fortificato situato a Caorso, in provincia di Piacenza. Il fortilizio si trova al centro del paese, nella bassa piacentina, non lontano dal fiume Po, lungo il percorso dell'antica via Postumia che collegava le città di Piacenza e Cremona.

## Storia
Secondo la tradizione, un primo fortilizio sarebbe stato fatto edificare nell'anno 820, dalle sorelle del vescovo di Piacenza, Imelde e Orsa, dal cui nome deriverebbe il toponimo Cà dell'Orsa da cui, a sua volte, discenderebbe Caorso
Nel 1205 si ha notizia dal cronista piacentino Giovanni Codagnello, della costruzione del castello di Caurxio, circondato da fossati ed eretto da parte dei piacentini per contrastare le scorrerie effettuate da parte dei cremonesi lungo la via Postumia. Furono proprio forze cremonesi, supportate nell'occasione da truppe provenienti da Modena, Mantova e Reggio Emilia, a radere al suolo la fortificazione nel 1214. Nel 1258 il marchese Oberto Pallavicino, in fuga da Piacenza, occupò il castello con l'aiuto dei ghibellini, come gesto di vendetta per la sua cacciata dalla città; in seguito alla conquista il castello venne eretto a base per le operazioni militari organizzate dal Pallavicino e dei suoi sodali nei confronti delle forze rivali piacentine, che videro diversi dei loro esponenti catturati e infine condannati a morte per impiccagione. Negli anni seguenti il possesso di Caorso venne mantenuto dalla famiglia Pallavicino. La fortificazione presente in questi anni non era tuttavia la rocca.
Nel 1363 apparteneva alla ricca famiglia piacentina dei Dolzani.
Il 7 aprile 1385 il signore di Milano Gian Galeazzo Visconti concesse a Ottone Mandelli, esponente di una famiglia di origine lombarda che aveva espresso diversi podestà di Piacenza, nonché membro attivo dell'azione che aveva portato a catturare Bernabò Visconti, l'investitura sul feudo di Caorso, comprendendovi anche il castello. In questo periodo fu probabilmente edificata la nuova rocca.
Nel 1414 l'imperatore Sigismondo di Lussemburgo, che si era recato presso Piacenza ottenendo la signoria cittadina, concesse a Manfredo Scotti di Ajguera l'investitura feudale su Caorso, comprensiva del castello, nonché sulle vicine Roncarolo e San Nazzaro. Nel 1421 lo Scotti rese il feudo al duca di Milano, il quale lo concesse di nuovo alla famiglia Mandelli. I privilegi feudali su Caorso detenuti dalla famiglia Mandelli furono rinnovati il 27 giugno 1442 con un diploma del duca Filippo Maria Visconti concesso a Tobia, Raffaele e Antonio Mandelli, figli di Ottone Mandelli, il quale era da poco scomparso. Nel 1450 l'investitura fu di nuovo confermata al figlio di Raffaele, Ottone Mandelli, da parte di Francesco Sforza. Il 14 maggio 1463 Ottone ebbe il permesso di cedere 2/3 del castello a Pietro Pusterla, che, dopo breve tempo, cedette di nuovo la proprietà al Mandelli.
Nel 1522 la rocca fu posta sotto assedio da truppe francesi provenienti da Fiorenzuola d'Arda, le quali, non riuscendo a portare a termine l'attacco, furono poi obbligate a ripiegare verso Cremona; venendo inseguite dagli assediati che catturarono circa 60 soldati francesi, nonché parte del bottino frutto della scorreria.
Il 4 marzo 1602 il duca di Parma e Piacenza Ranuccio I Farnese ordinò a Francesco Gandini di impossessarsi per suo conto di un terzo del castello e delle relative pertinenze per le parti che spettavano ai conti Rainolfo e Gerolamo Mandelli. Nel 1635 Odoardo I Farnese concesse a Francesco Serafini, il quale comandava il castello di Piacenza, la parte del castello dei Mandelli. Il 13 aprile 1688 il conte Antonio Mandelli acquistò dal marchese Orlando Serafini le parti della rocca che erano state cedute ai Serafini, riunificando il possesso dell'edificio sotto la famiglia Mandelli.
Nel 1827, anno di estinzione della famiglia Mandelli a seguito della morte dell'ultimo erede, il conte Bernardino Mandelli, la rocca passò, tramite donazione, agli Ospizi Civili di Piacenza.
Fu poi acquistato dal comune di Caorso nel 1907 per la somma di 14 800 lire, venendo, poi, adibito a sede degli uffici comunali. Nel 1910 il castello venne parzialmente ristrutturato con lavori coordinati dall'ingegner Enrico Rossi.

## Descrizione

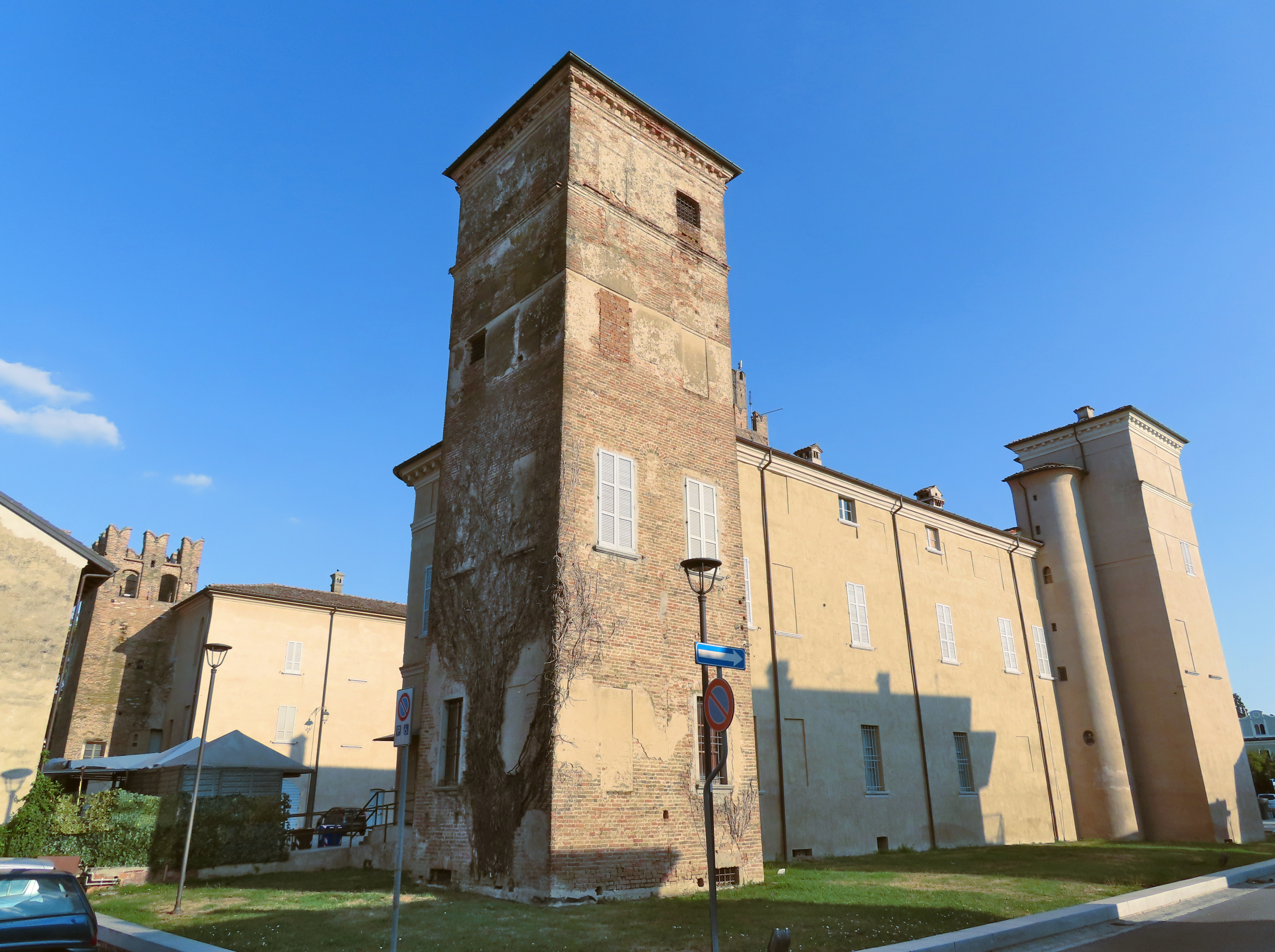
Retro e lato ovest

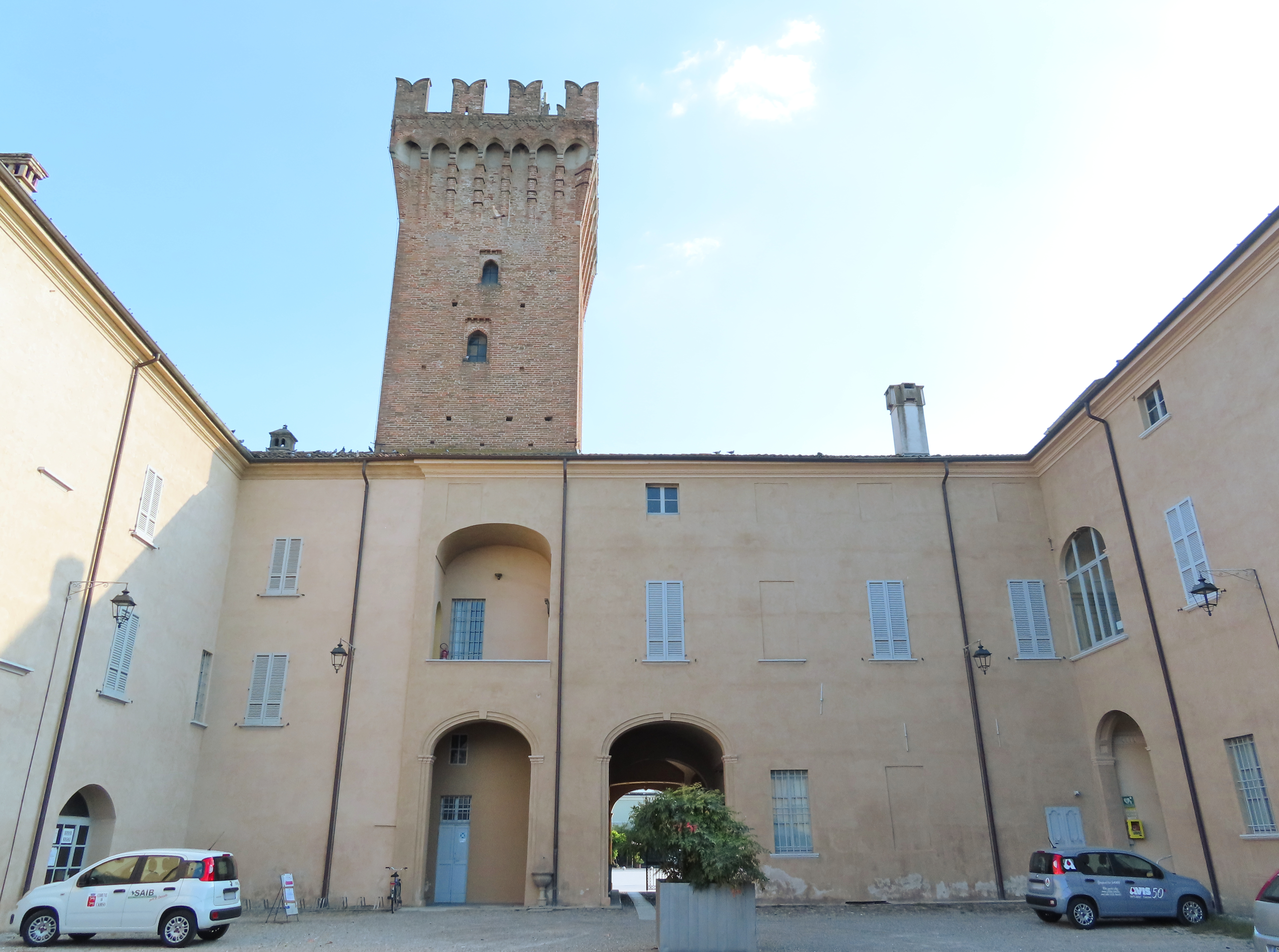
Lato sud del cortile interno e mastio

Costruita interamente in laterizio, la rocca, originariamente dotata di fossato, presenta pianta rettangolare dotata di torri a base quadrata in posizione angolare; le due torri situate sul fronte meridionale circondano un corpo di fabbrica che permette l'accesso al cortile interno, ed è sormontato da una torre realizzata in laterizio e dotata di caditoie e merlature a coda di rondine. La parte più alta della torre è dotata di un torresino di forma ottagonale alto 5 m e dotato anch'esso di merlatura.